# Piotr Ryguła
Piotr Ryguła (ur. 24 marca 1966 w Cieszynie) – polski duchowny katolicki, doktor habilitowany nauk prawnych w zakresie prawa kanonicznego, profesor nadzwyczajny Uniwersytetu Kardynała Stefana Wyszyńskiego w Warszawie (UKSW).

## Życiorys
Święcenia kapłańskie przyjął 11 maja 1991. W 1996 uzyskał w Uniwersytecie Nawarry tytuł magistra prawa kanonicznego. Tam też w 1998 na podstawie rozprawy pt. Sakramentalność małżeństwa według autorów polskich od 1917 roku uzyskał stopień naukowy doktora. Habilitował się 2010 na Wydziale Prawa Kanonicznego UKSW w oparciu o dorobek naukowy oraz rozprawę pt. Wolność religijna w Hiszpanii na tle przemian społeczno-politycznych w latach 1931–1992.
Jest adiunktem na Wydziale Teologicznym Uniwersytetu Śląskiego oraz profesorem nadzwyczajnym i kierownikiem Katedry Historii Prawa Wydziału Prawa Kanonicznego UKSW.

## Wybrane publikacje
- Skutki cywilnoprawne małżeństwa kanonicznego ze szczególnym uwzględnieniem prawa w Polsce, Słowacji i Czechach, Kraków: Wydawnictwo "Scriptum" Tomasz Sekunda, 2014.
- Wolność religijna w Hiszpanii na tle przemian społeczno-politycznych w latach 1931–1992, Katowice: Wydawnictwo Uniwersytetu Śląskiego, 2009[3].